# François Bozizé
Pour les articles homonymes, voir Bozizé.
François Bozizé Yangouvonda, né le 14 octobre 1946 à Mouila (Gabon), est un homme d'État centrafricain, président de la République après le coup d'État du 15 mars 2003 qui l'a porté au pouvoir. Il est renversé le 24 mars 2013 et s'enfuit au Cameroun. Il est un soutien de la rébellion de la Coalition des patriotes pour le changement (CPC) depuis 2020.

## Biographie

### Sous Bokassa
Issu de l'ethnie Gbaya et engagé très tôt dans l’armée après avoir fini à peine le collège, François Bozizé est entré à l'École Spéciale de Formation des Officiers d'Active (ESFOA) de Bouar. Il devient général de brigade sous Jean-Bedel Bokassa,. Responsable avec le général Mayo Mokola des troupes de Bangui, il est chargé de la répression des manifestations de lycéens, du 15 au 20 janvier 1979, faisant plusieurs dizaines de morts parmi les élèves. Cet évènement est commémoré par la « journée des martyrs », le 18 janvier de chaque année,.

### Sous David Dacko
Il devient ministre de la Défense de David Dacko, après l'opération Barracuda de l'armée française qui renverse Bokassa.

### Putsch manqué et exil
Sous le régime militaire du général André Kolingba, le général Bozizé soutient l'opposition et fomente un coup d'État en 1982. À la suite de l’échec de ce putsch, Bozizé et Ange-Félix Patassé, le chef politique du coup d’État, partent en exil au Togo.
En 1993, il se présente une première fois à la présidentielle contre Ange-Félix Patassé, sans succès.

### Le retour en Centrafrique: un pilier du régime de Patassé
Dix ans plus tard, le général Kolingba, suivant le mouvement amorcé dans les anciennes colonies francophones, tient une élection présidentielle libre, multi-partite et équitable[réf. nécessaire]. Ange-Félix Patassé est élu président de la République avec 52,5% des voix.
Au fil des ans, Bozizé devient un des hommes forts du régime Patassé et surtout sa courroie de transmission dans l'armée. Avec l'aide militaire de la France, Bozizé rétablit le calme après les deux dernières mutineries de 1996 et 1997. Devant la montée des mécontentements dans l'armée, Patassé ressent le besoin de donner plus de pouvoirs à Bozizé en le nommant chef d'état-major des armées centrafricaines. C'est pendant cette période que Bozizé a procédé à de multiples assassinats par le truchement de certains sous-officiers et officiers opérant au sein de la Garde Présidentielle et/ou dans le rang des FACA.[réf. nécessaire]

### Second putsch manqué et second exil
Lors d'un autre coup d'État en mai 2001 contre un Patassé de plus en plus contesté, ce sont les troupes libyennes qui assurent la sécurité du président. Le putsch échoue, mais Bozizé est sur la sellette. Dans l'entourage du président, on lui reproche une participation à cette tentative de renversement ou tout du moins un certain laisser-faire. Sentant venir sa fin, Bozizé fuit la Centrafrique pour le Tchad voisin avec quelques troupes.
Du Tchad, Bozizé mène quelques incursions en Centrafrique, mais rien de bien inquiétant pour le pouvoir du président Patassé, toujours vacillant mais désormais soutenu par la puissante armée libyenne. La tentative de renversement d'octobre 2002 échoue, Patassé recevant en outre l'appui du Mouvement de libération du Congo (MLC), un groupe de miliciens soutenus par l’Ouganda et actifs dans la guerre civile en république démocratique du Congo voisin.
Le soutien ou tout du moins la bienveillance tchadienne à l'égard des activités militaires de Bozizé irrite Patassé au plus haut point, d’autant plus que l’armée centrafricaine est acquise au général en exil. Patassé accuse son homologue tchadien et recherche l’aide de la France pour assurer sa sécurité. À plusieurs reprises, l’ancienne puissance coloniale était déjà intervenue pour le sauver, mais devant l’instabilité chronique de la RCA et le manque total de soutien populaire, la France rejette poliment ses demandes et le laisse tomber.

### Le coup d'État réussi de 2003
Le 15 mars 2003, alors que Patassé est en voyage au Niger, Bozizé rentre au pays et s’empare de Bangui avec le soutien de l'armée tchadienne,. Patassé doit alors partir en exil au Cameroun puis au Togo,.

### Présidence
Devenu chef de l'État, Bozizé promet d'engager un processus de normalisation politique pour le retour à la démocratie. Après plusieurs reports dus à la mise à jour des listes électorales, les élections démocratiques et multi-partites qu'il a promises sont fixées au 13 février 2005.
Le gouvernement français lui envoie en qualité de conseiller en matière de défense le général Jean-Pierre Perez, qui commandait les forces françaises en Centrafrique jusqu'à leur départ en 1998.
Après les émeutes des « Chimères » en mars 2004, le président haïtien Jean-Bertrand Aristide est renversé et Bozizé l'accueille en exil en Centrafrique.
En 2004, la douane allemande découvre une mallette remplie de diamants dans son avion privé.

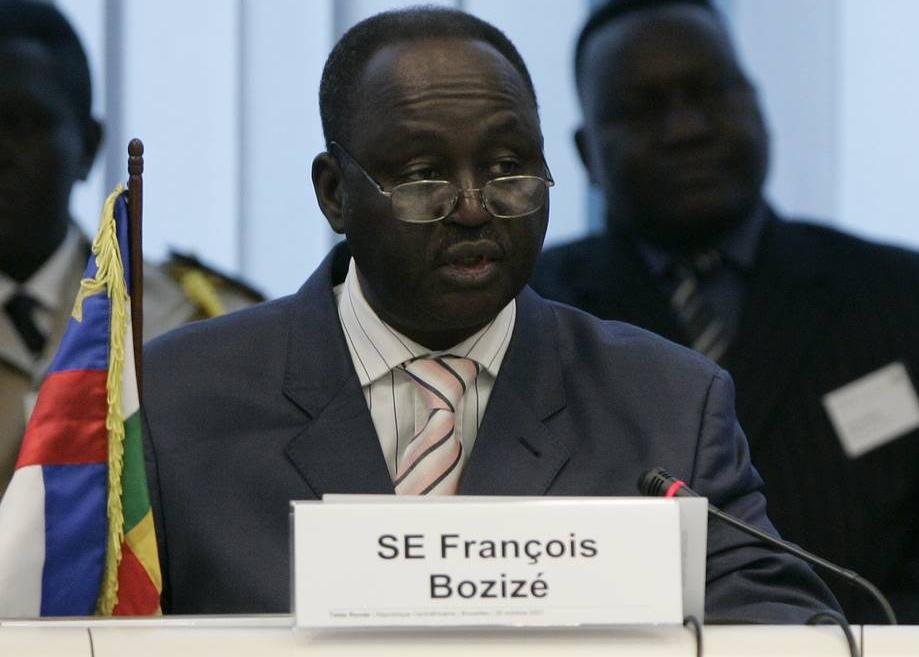
F. Bozizé a la Table ronde des partenaires au développement de la République centrafricaine à Bruxelles en 2007.

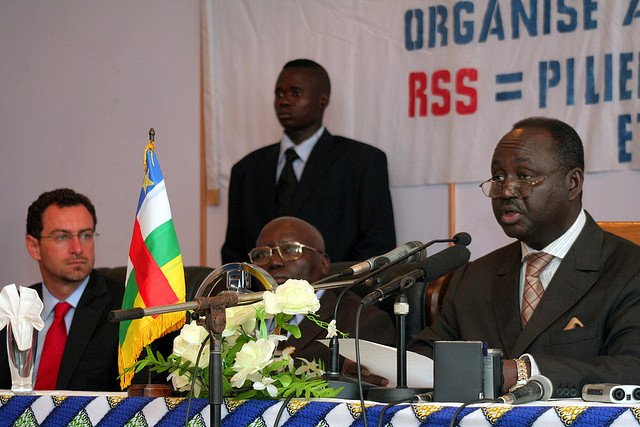
F. Bozizé à la réunion sur la Réforme du secteur de sécurité à Bangui en 2008.

Bozizé remporte l'élection présidentielle et son parti la Convergence nationale - Kwa Na Kwa remporte 42 sièges sur 105 lors des élections législatives de 2005.
Son mandat qui expire le 11 juin 2010 est prolongé le 10 mai par un vote du Parlement, validé le 27 mai par la Cour constitutionnelle. Bozizé est réélu au premier tour de l'élection présidentielle de 2011 avec 64,37 %  des voix face à Ange-Félix Patassé (21,41 %) et Martin Ziguélé (6,8 %). Sa famille occupe une vingtaine de sièges. Plusieurs candidats déposent des recours devant la Cour constitutionnelle, dénonçant des fraudes. La Cour rejette les recours mais dans l'annonce des résultats finaux, elle écarte les résultats de certains bureaux de vote jugés « litigieux »,.
En 2012, le pétrole de Gordil, à la frontière tchadienne est concédé par son régime à la China National Petroleum Corporation,.

### Chute et exil
Fin 2012, menacé par la rébellion de la Seleka arrivée aux portes de la capitale Bangui, le président François Bozizé appelle à l'aide,, la France et les États-Unis. Le président sud-africain Jacob Zuma aurait envoyé, face à la Séléka, une force d’interposition d'environ 300 hommes en décembre 2012, en échange de concessions minières à des proches de son parti.
Un cessez-le-feu est négocié en décembre sous le patronage de Denis Sassou-Nguesso, le président congolais, mais ne tient pas.
Le 24 mars 2013, les rebelles de la Seleka, parrainés par le Tchad et le Soudan, s'emparent du palais présidentiel et leur chef de file, Michel Djotodia, prend le pouvoir,.
François Bozizé s'enfuit alors vers le Cameroun, où il est hébergé par le président de la République, Paul Biya,,.
Le 29 mai 2013, un mandat d'arrêt international est émis contre lui par la justice centrafricaine,.

### Élection présidentielle de 2020
En 2019, Bozizé rentre en RCA.
En juillet 2020, le parti Kwa na Kwa propose François Bozizé comme candidat à l'élection présidentielle de décembre 2020. François Bozizé dépose sa candidature auprès de l'Autorité nationale des élections. Le 3 décembre 2020, la Cour constitutionnelle invalide cette candidature en raison des poursuites en RCA, entre autres pour « assassinats » et « tortures », et des sanctions de l'ONU à l'encontre de Bozizé.
La Coalition des patriotes pour le changement (CPC), un groupe armé est formé en décembre 2020. La CPC cherche à annuler les élections (présidentielle et législatives) prévues pour fin décembre. Bozizé annonce son soutien à la CPC le jour des élections. La CPC gagne du territoire mais sa progression est arrêtée par le groupe Wagner et les Forces armées rwandaises, alliés du président Touadéra,,. À partir de mars 2021, Bozizé coordonne officiellement cette rébellion depuis des zones non contrôlées par le pouvoir central,.

### Depuis 2021: nouvel exil et CPC
Bozizé repart en exil au Tchad voisin en 2021 et deux ans plus tard, il quitte ce pays pour la Guinée-Bissau. Ce nouvel exil fait suite à des discussions entre les présidents tchadien, Mahamat Idriss Déby, et centrafricain. Mahamat Idriss Déby souhaite garder de bonnes relations avec son voisin centrafricain or ce dernier craint l'influence de Bozizé et le risque d'un nouveau coup d'État,.
Le 21 septembre 2023, la Cour d'appel de Bangui le condamne par contumace, avec d'autres dirigeants de la CPC, à une peine de travaux forcés à perpétuité pour « complot » et « rébellion »,.
Le 27 février 2024, la Cour pénale spéciale (de) (CPS), tribunal formé par l'ONU, émet un mandat d'arrêt international contre François Bozizé. La CPS indique que le mandat d’arrêt international vise les crimes commis entre février 2009 et mars 2013, par la Garde présidentielle de François Bozizé à Bossembélé. Le président bissau-guinéen Umaro Sissoco Embaló considère que son pays n'a pas de loi d'extradition et que par conséquent Bozizé ne devrait pas être extradé.